# Тавда
Тавда (на руски: Тавда) е град в Свердловска област, Русия. Населението на града към 1 януари 2018 година е 33 356 души.

## История
Селището е основано през 1910 година, през 1937 година получава статут на град.